# Kỳ giông bùn
The mud salamander (Pseudotriton montanus) là một loài kỳ giông trong họ Plethodontidae.
Nó là loài đặc hữu của Hoa Kỳ.
Các môi trường sống tự nhiên của chúng là các khu rừng ôn hòa, sông, sông có nước theo mùa, đất ngập nước với cây bụi là chủ yếu, đầm nước, và suối nước ngọt.
Nó bị đe dọa do mất môi trường sống.